# Kauriträd
Kauriträdet (Agathis australis) är en trädart som är endemisk för Nordön i Nya Zeeland. På grund av hög avverkningstakt under 1800-talet och tidiga 1900-talet finns få skogar med kauriträd kvar. I naturreservatet Waipouaskogen finns dock flera stora exemplar. Kauriträden växer rakt och når normalt en höjd av 40–50 meter, och det är den största trädarten i Nya Zeeland.
Arten beskrevs först av David Don och den fick sitt nu gällande namn av John Lindley. Agathis australis ingår i släktet Agathis och familjen Araucariaceae. Inga underarter finns listade i Catalogue of Life.
Trädet är ett barrträd som förekommer i hela skogar, men skog som innehåller kauri är allmänt känd som kauriskog, trots att kauri inte behöver vara det mest förekommande trädet i just den skogen. Trädet växer rakt uppåt och har formen av en smal kon med grenar som skjuter ut från stammen. Vartefter trädet växer så kommer konen vidgas och trädet bilda en krona. Flagnande bark skyddar trädet från parasiter som annars är vanliga på träd. Det största kauriträdet var känt som The Great Ghost. Historikern Alastair Isdale skrev att trädet var 8,54 meter i diameter, och 26,83 meter i omkrets. Det brann dock upp ungefär 1890.

## Spridning
Trädet bildar små kottar med frön. Dessa är nästan klotformade. Betraktat den lokala topografin, är Kauri långt från slumpvis utspridda utan finns i allmänhet i mindre grupper och på höjder. Det senare fenomenet kallas nischdifferentiering eller -partitionering. Till de arter som lever vid sidan av Kauri finns Tawari(Ixerbaceae), ett fjällnära lövträd. 
Rotsystemet är ganska grunt, vilket medför att träden emellanåt blåser omkull. Den sura miljö som trädets nedfallande avfall medför, har en inverkan på podsoleringsprocessen och i sin tur att näringsämnen blir tillgängliga på djup nivå i marken. Idag hotas spridningen av en art potatisbladmögel som kallas Phytophthora taxon Agathis (PTA), som tros spridas av svin. 

## Historia
Föregångarna till kaurin framträdde under Juraperioden (för 190 och 135 miljoner år sedan). Träden kan normalt leva längre än 600 år. Antagligen är många individer äldre än 1000 år, men det finns inga avgörande bevis för att träden inte är äldre än 2000 år. (Ahmed & Ogden 1987)
Även om dagens användning är mycket mer begränsad, har storlek och styrka på kauritimmer gjort det till ett populärt trä för konstruktion och skeppsbygge, särskilt då segelfartygs master, på grund av sin parallella fiber och avsaknaden av kvisthål på stora delar av dess höjd / längd.

## Detaljer
- Fukthalt i torkat trä: 12%
- Densitet: 560 kg / m³
- Draghållfasthet: 88 MPa
- Elasticitetsmodul: 9,1 GPa
- Efter avverkade torkar Kauriträet till 12 % fukthalt, med tangentiell minskningen av 4,1 % och radiell sammandragning om 2,3 %.

## Bildgalleri

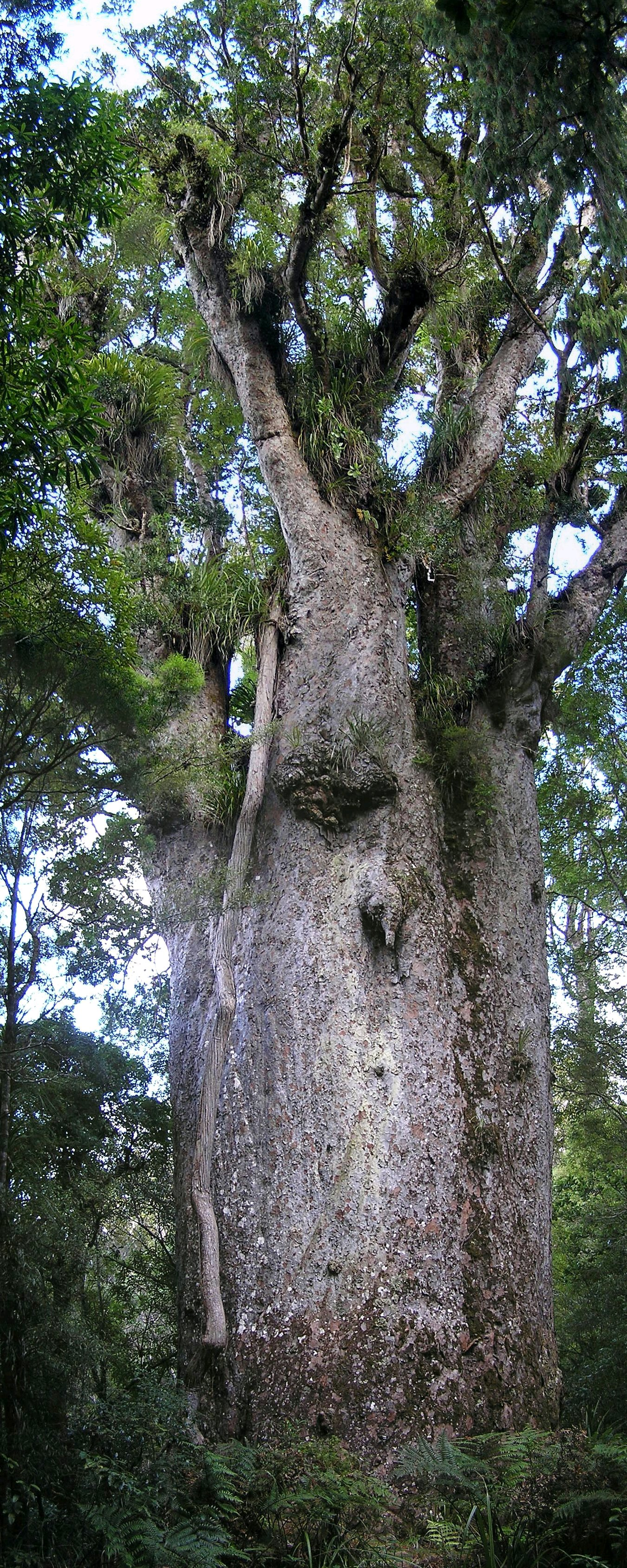
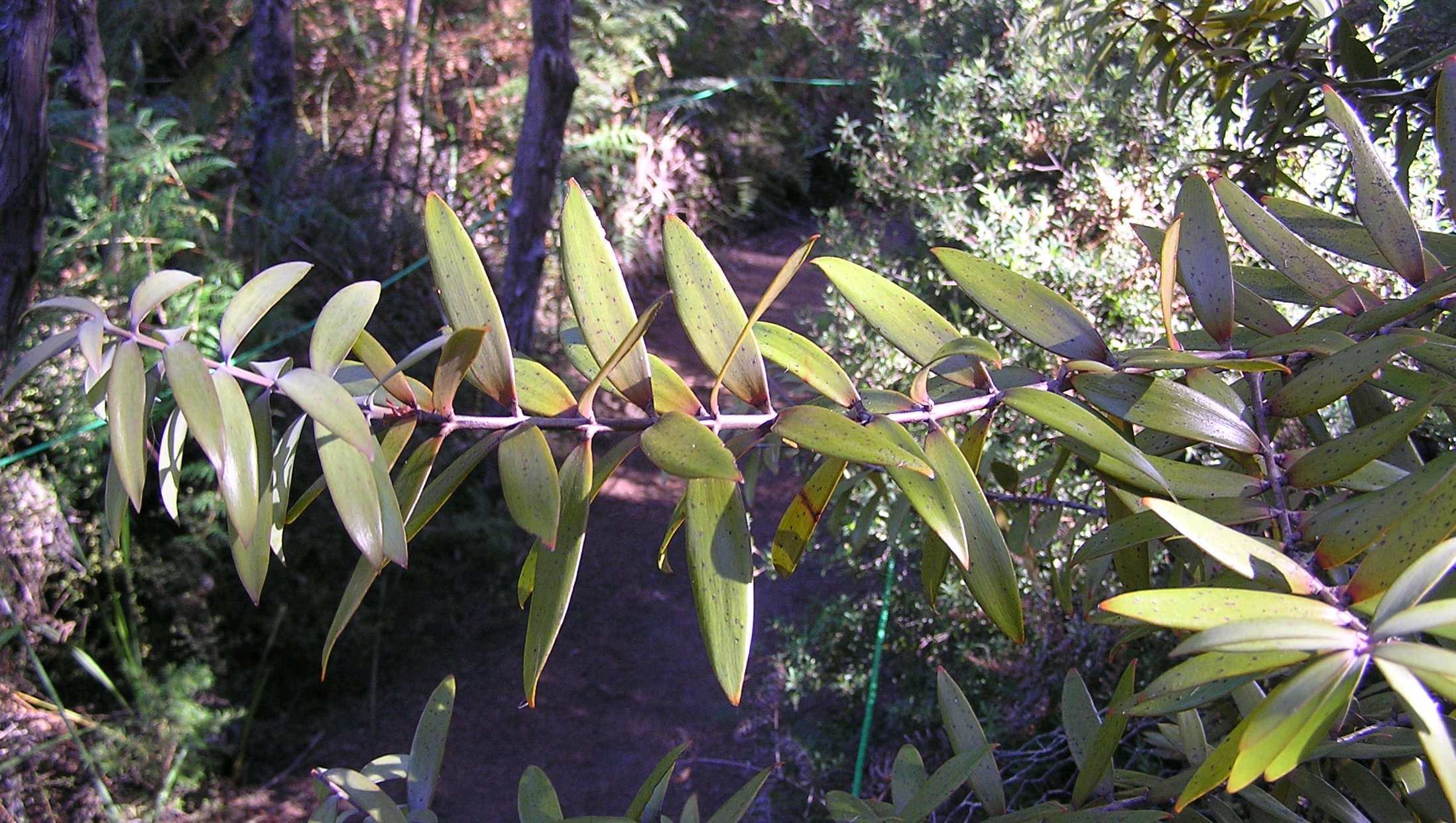
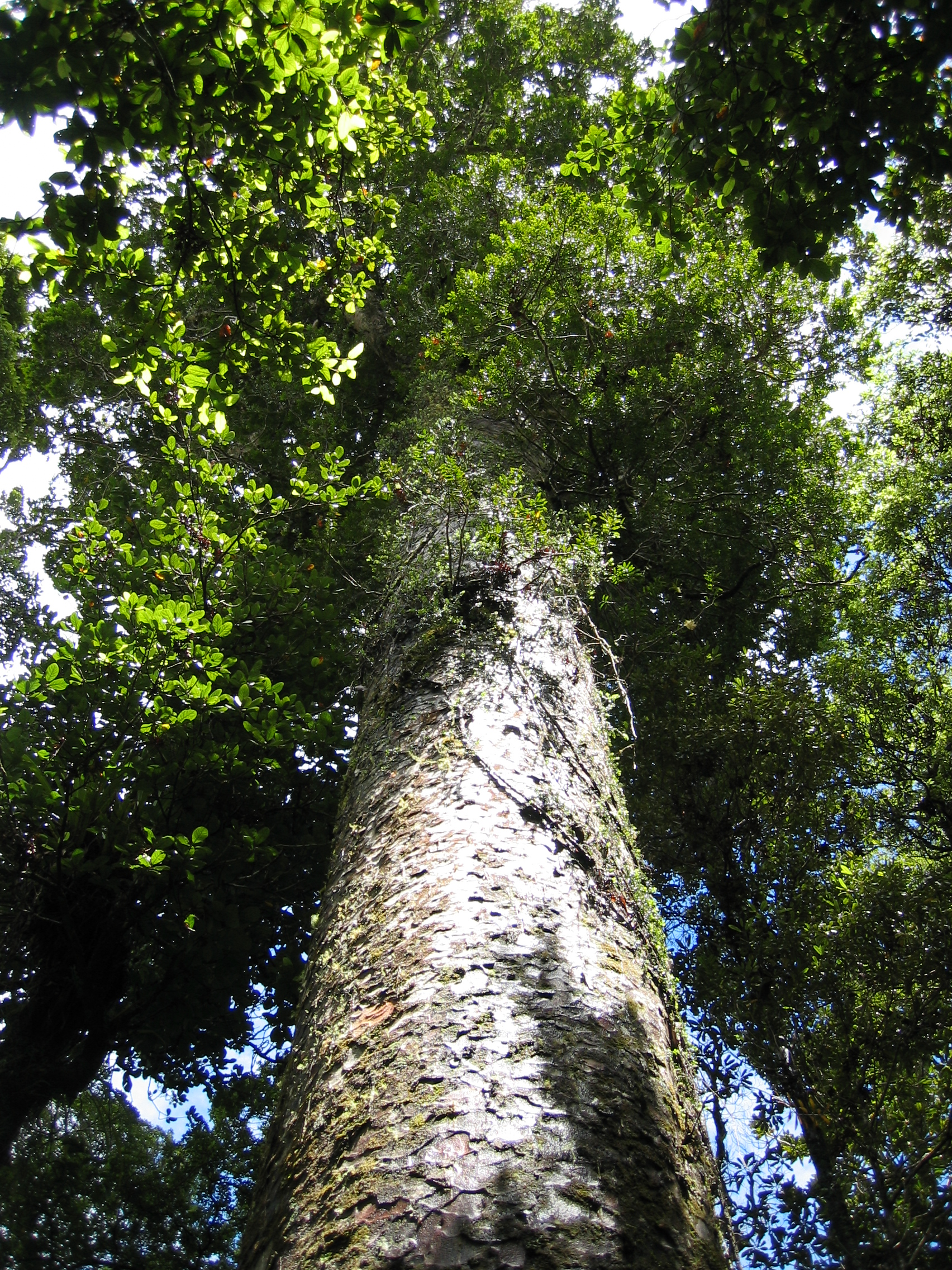
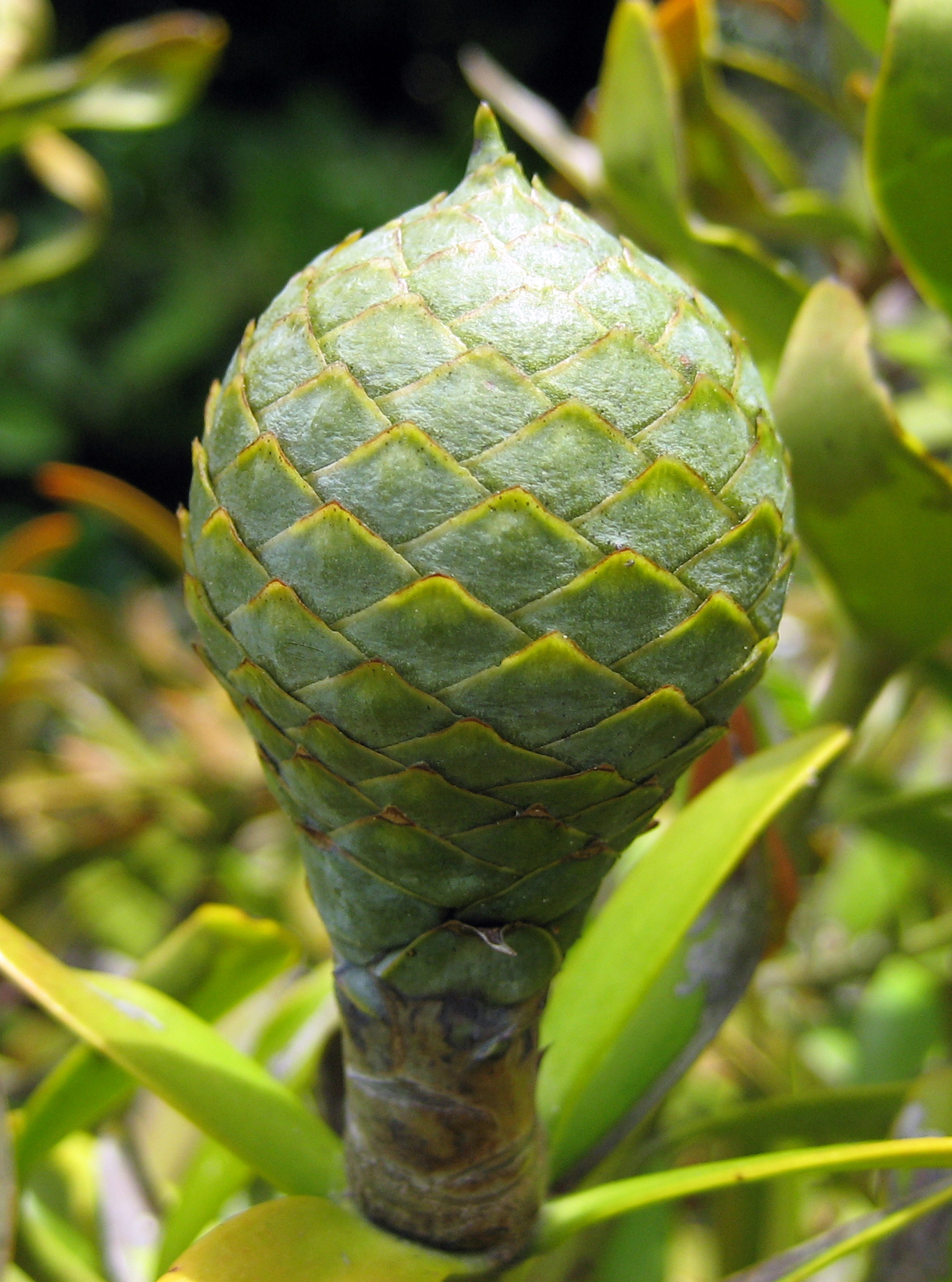
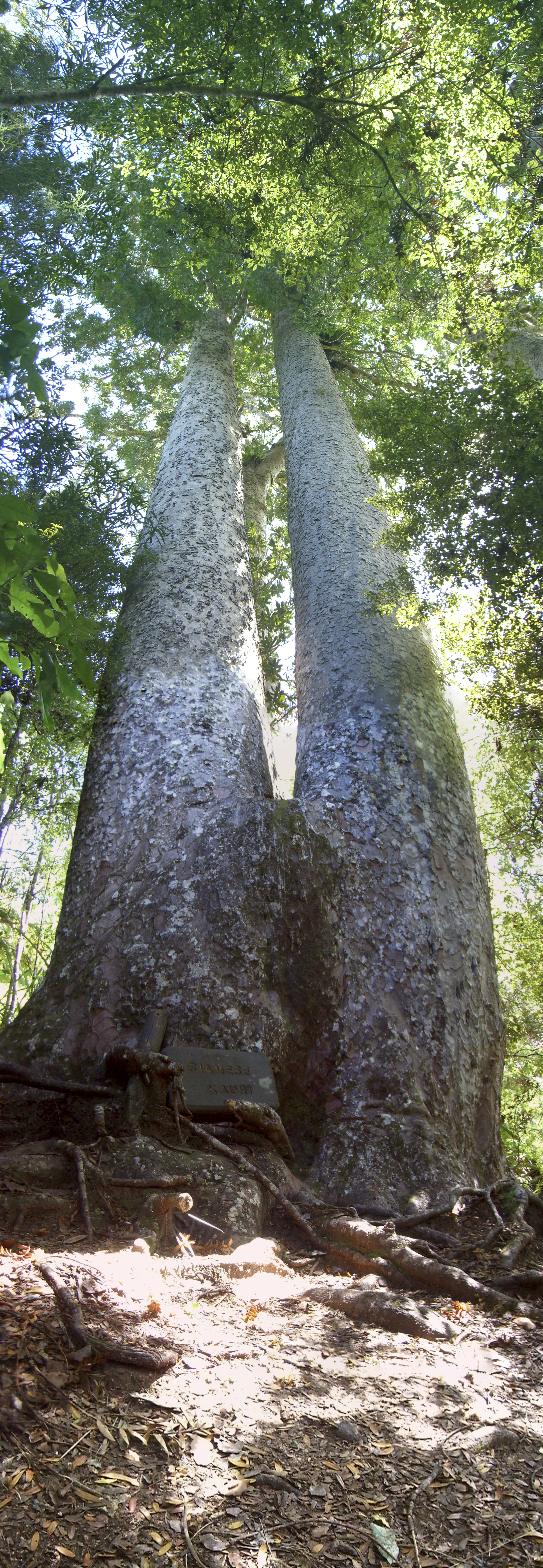
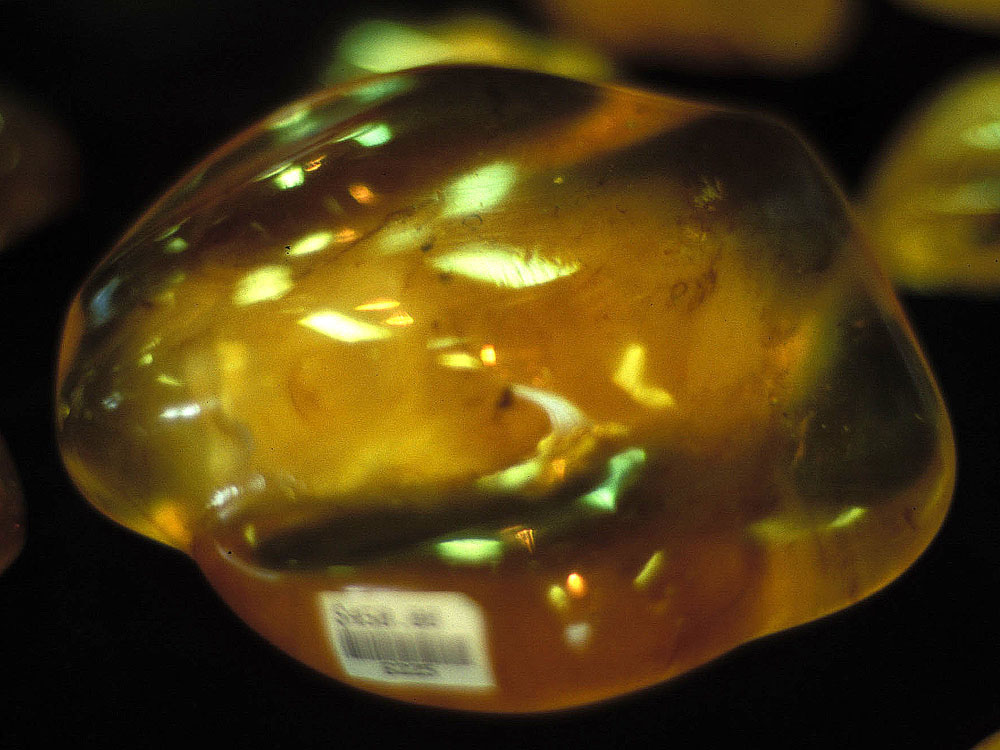